# بسام حسن
بسام حسن (مواليد عام 1958) مهندس مدني وسياسي سوري شغل منصب وزير التعليم العالي والبحث العلمي في حكومة محمد غازي الجلالي منذ 23 أيلول 2024.
حاصل على شهادة الهندسة المدنية من جامعة تشرين عام 1981 وشهادة الدكتوراه من المعهد المركزي للعلوم والأبحاث والمساعدات الفنية للبناء في موسكو عام 1988، وهو عضو الهيئة تدريسية في جامعة تشرين منذ عام 1989.
عمل الدكتور بسام رئيساً لجامعة تشرين من عام  2018 ولغاية 2024 وعميداً لكلية الهندسة المدنية في جامعة تشرين عام 2011 ومديراً لفرع المنطقة الساحلية للشركة العامة للدراسات والاستشارات الفنية من عام 2002 حتى عام 2008 ومستشاراً لوزارة التعليم العالي في الأعمال المتعلقة بمستشفى تشرين الجامعي، وهو باحث في مجال إدارة المشاريع الهندسية وتحسين أداء المؤسسات وتكنولوجيا التشييد، ولديه ما يزيد على 35 ورقة علمية منشورة في مجلات محكمة محلية أو خارجية، وهو عضو في مجلس التعليم العالي منذ عام 2018.

## السيرة المهنية
- رئيس جامعة تشرين من عام  2018 ولغاية 2024.
- نائب لرئيس جامعة تشرين للبحث العلمي .
- عميد لكلية الهندسة المدنية في جامعة تشرين .
- مدير لفرع المنطقة الساحلية للشركة العامة للدراسات والاستشارات الفنية.
- مستشار لوزارة التعليم العالي في الأعمال المتعلقة بمستشفى تشرين الجامعي.
- باحث في مجال إدارة المشاريع الهندسية وتحسين أداء المؤسسات وتكنولوجيا التشييد .